# Mamoon Qashoa
Mamoon Qashoa (hebräisch מאמון קשוע; * 29. Dezember 1997) ist ein israelischer Fußballspieler.

## Karriere
Qashoa begann seine Karriere bei Hapoel Petach Tikwa. Zur Saison 2017/18 wechselte er zu Hapoel Haifa. Sein Debüt für Haifa in der Ligat ha’Al gab er im September 2017, als er am dritten Spieltag jener Saison gegen Bne Jehuda Tel Aviv in der 83. Minute für Alon Turgeman eingewechselt wurde. Bis Saisonende kam er zu 13 Einsätzen in der höchsten israelischen Spielklasse. Nachdem er in der Saison 2018/19 nicht mehr eingesetzt worden war, verließ er den Verein im Januar 2019.
Nach mehreren Monaten ohne Verein wechselte er zur Saison 2019/20 zum Zweitligisten Hapoel Aschkelon. Ohne Einsatz verließ er Aschkelon bereits im August 2019 wieder. Im Januar 2020 wechselte Qashoa zum österreichischen Regionalligisten FC Mauerwerk. Für die Wiener kam er bis zum Saisonabbruch zu zwei Einsätzen in der Regionalliga. Nach weiteren drei Regionalligaeinsätzen kehrte er im Februar 2021 nach Israel zurück und schloss sich dem Zweitligisten Hapoel Ramat Gan an.